# Evgenij Chaldej
Evgenij Anan'evič Chaldej (in russo Евгений Ананьевич Халдей?; Juzovka, 23 marzo 1917, [ 10 marzo del calendario giuliano] – Mosca, 6 ottobre 1997) è stato un fotografo sovietico.
È stato un famoso fotoreporter di guerra e dal 1941 al 1946 fotografo ufficiale dell'Armata Rossa.
È l'autore della foto che ritrae la bandiera dell'Unione Sovietica, issata dai soldati Aleksej Kovalëv e Abdulchakim Ismailov, sul pennone del palazzo del Reichstag di Berlino subito dopo la caduta della città nel maggio del 1945 (La Bandiera della Vittoria sul Reichstag). Fu anche il fotografo che ritrasse in immagini ufficiali Iosif Stalin, Michail Gorbačëv e Boris El'cin, e molte delle sue immagini sono state pubblicate sui più importanti rotocalchi internazionali, fra cui Life.

## Biografia
Evgenij Chaldej nacque poco dopo lo scoppio della Rivoluzione russa a Juzovka (oggi Donec'k), nel Governatorato di Ekaterinoslav, da una famiglia ebrea. I genitori erano proprietari di un negozio di alimentari e suo padre svolgeva anche l'attività di rilegatore. Il 13 marzo 1918, a poco meno di un anno di età, fu ferito da un proiettile durante un pogrom contro gli ebrei della città. Nel tragico evento, la madre morì mentre Evgenij e suo padre si salvarono (il padre morì poi nel 1941, durante la grande guerra patriottica, ucciso dagli occupanti tedeschi). Evgenij fu allevato dalla nonna paterna e nel 1930 si diplomò alle scuole medie di Stalino (nome di Doneck tra il 1924 e il 1961). Dall'ottobre 1930 al febbraio 1932 frequentò i corsi della scuola di apprendistato presso la locale acciaieria.
Sin dalla prima adolescenza si appassionò alla fotografia e all'età di tredici anni si costruì da solo la sua prima macchina fotografica utilizzando due scatole e le lenti degli occhiali della nonna. Con questa primitiva macchina, immortalò su una lastra la Cattedrale della Trasfigurazione di Doneck (che fu demolita nel 1931 e ricostruita negli anni 2000).
Lavorò dapprima in un piccolo laboratorio fotografico di Doneck poi, nel 1932, fu assunto come apprendista fotoreporter nella filiale del Donbass dell'agenzia "Pressphoto" ucraina. Negli anni 1933-1936 lavorò come fotoreporter per i giornali regionali Металлист (Metallista), Сталинский рабочий (Operaio staliniano), Социалистический Донбасс (Donbass socialista) e nel 1934 divenne anche fotoreporter per l'agenzia Союзфото (Soyuz-foto). Negli stessi anni, le sue fotografie vinsero il secondo premio alla mostra fotografica di Severodoneck. Nel 1936 ritrasse il famoso operaio Aleksej Stachanov e una delle prime donne operatrice di trattori nell'URSS, Praskov'ja Angelina. Nello stesso 1936, si trasferì a Mosca per iniziare la sua attività di fotoreporter all'agenzia di stampa TASS. Da allora seguì, con la sua inseparabile macchina fotografica Leica, l'esercito sovietico diventando fotografo ufficiale dell'Armata Rossa, impegnata da Murmansk a Berlino. Documentò in oltre tre anni di attività e attraverso trentamila chilometri lungo tutta l'Europa la liberazione di Romania, Bulgaria, Jugoslavia, Ungheria. Era al fianco dei soldati russi quando questi entrarono a Vienna. Documentò poi la guerra col Giappone che pose fine alla seconda guerra mondiale.

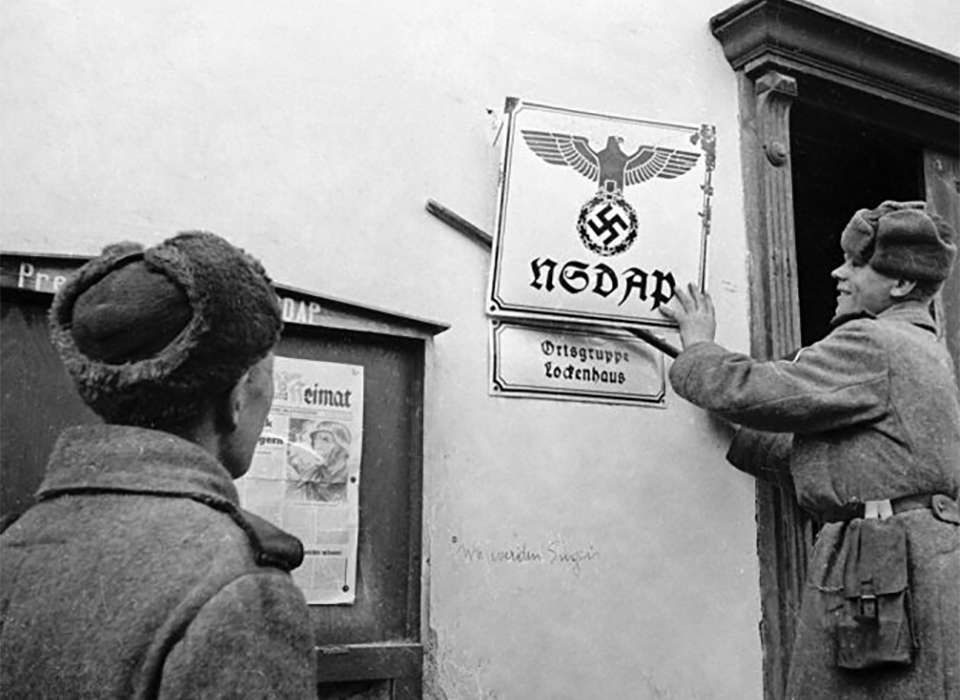
Una foto di Evgenij Chaldej che ritrae dei soldati sovietici mentre smantellano un'insegna nazista in Austria.

Alla fine della seconda guerra mondiale seguì la parata della vittoria di Mosca del 1945, il processo di Norimberga nel 1946 e la successiva conferenza di pace di Parigi. Partecipò come inviato alle conferenze di Jalta (febbraio 1945) e di Potsdam (nel luglio-agosto dello stesso anno) e fotografò i grandi del mondo quando il secondo conflitto mondiale del Novecento volgeva al termine. Celebre è la sua immagine che raffigura Hermann Göring seduto sul banco degli imputati a Norimberga.
Le fotografie più celebri di Evgenij Chaldej scattate durante la grande guerra patriottica includono la foto della Bandiera della Vittoria sul Reichstag, la foto di Marija Limanskaja che dirige il traffico alla Porta di Brandeburgo e la foto del maresciallo Georgij Žukov mentre firma l'atto di resa incondizionata della Germania. Alcune sue foto furono presentate come documento d'accusa durante il processo di Norimberga.
Nel 1949 fu licenziato dall'agenzia di stampa Tass. Il motivo formale del licenziamento fu "la diminuzione del carico di lavoro nella redazione di Mosca" e anche il suo "basso livello di istruzione e di educazione politica". Ma il vero motivo fu, presumibilmente, la cosiddetta campagna per la "lotta al cosmopolitismo", a cui lo collegava la sua origine ebraica. Lavorò, quindi, come freelance e collaborò con le riviste "Attività di club e amatoriali" (Клуб и художественная самодеятельность) e "Bollettino della Società pan-sindacale per le relazioni culturali con l'estero" (Бюллетень Всесоюзного общества культурной связи с заграницей).
Nel 1959, con l'aiuto del poeta Konstantin Simonov, trovò lavoro presso il quotidiano Pravda e divenne membro dell'Unione dei giornalisti dell'URSS. Dal 1973 al 1976, Evgenij Chaldej fu fotoreporter per il quotidiano "Kultura sovietica" (Советская культура) e poi andò in pensione.
Nel 1979 pubblicò l'album "Da Murmansk a Berlino", che comprendeva fotografie degli anni della guerra accompagnate da estratti dal diario di guerra dell'autore.
Mentre in Unione Sovietica il nome di Chaldej rimase sempre popolare, nel resto del mondo questo famoso fotografo fu quasi del tutto dimenticato. Soltanto dal 1991, dopo la dissoluzione dell'Unione Sovietica, le immagini da lui realizzate, che nel frattempo avevano assunto un valore storico, sono state e sono tuttora proposte in numerose rassegne fotografiche tanto in città europee (solo per citarne alcune: Perpignan, Ginevra, Parigi, Budapest, Vienna e Berlino) quanto degli Stati Uniti (New York, San Francisco).
Nel 1995 gli fu conferito l'Ordine delle Arti e delle Lettere, un premio del Ministero della Cultura francese. Nell'aprile-maggio dello stesso anno, una sua mostra personale si tenne presso la Galleria Tret'jakov.
Fu insignito del titolo di "Lavoratore onorato della cultura della RSFSR", dell'Ordine della Stella rossa (1943) e dell'Ordine della Guerra patriottica di II grado (1985), della Medaglia per la difesa di Sebastopoli, della Medaglia per la difesa del Caucaso, della Medaglia per la cattura di Budapest, della Medaglia per la liberazione di Belgrado, della Medaglia per la cattura di Vienna, della Medaglia per la cattura di Berlino, della Medaglia per la vittoria sulla Germania nella grande guerra patriottica 1941-1945 e della Medaglia per la vittoria sul Giappone.
Evgenij Chaldej morì il 6 ottobre 1997 a Mosca all'età di 80 anni. Fu sepolto nel cimitero di Kuntsevo.